# 法然寺
法然寺（ほうねんじ）は、香川県高松市にある浄土宗の寺院。山号は仏生山。詳しくは、仏生山 来迎院 法然寺と称する。本尊は法然作と伝わる阿弥陀如来立像。法然上人二十五霊場第二番札所、さぬき七福神の大黒天。
御詠歌：おほつかな たれかいいけん 小松とは 雲をささふる 高松の枝

## 概要
鎌倉時代前期の建永2年（1207年）に讃岐に配流された浄土宗開祖の法然が立ち寄った那珂郡小松荘（現まんのう町）に生福寺が建立される。
江戸時代前期の寛文8年（1668年）に徳川光圀の実兄にあたる高松藩初代藩主松平頼重が、戦乱で荒れ果てていた生福寺を法然寺と改名して、香川郡百相郷（現在地）に3年の歳月を要し移転・建立した。寺院背後の仏生山丘陵上を削平し「般若台」と呼ばれる松平家の墓所を設けて、当寺院を高松松平家の菩提寺とした。
本堂（明治40年（1907年）に再建）・三仏堂（別名：涅槃堂）・二尊堂・来迎堂・十王堂など現在も当時の建物が多く残っていたが、平成26年（2014年）1月13日に二尊堂が全焼で初の火災となった） 。

## 伽藍など
- 本堂（本尊阿弥陀如来立像は伝法然上人作）
- 三仏堂（釈迦涅槃像を安置）
- 二尊堂（平成26年1月13日全焼）

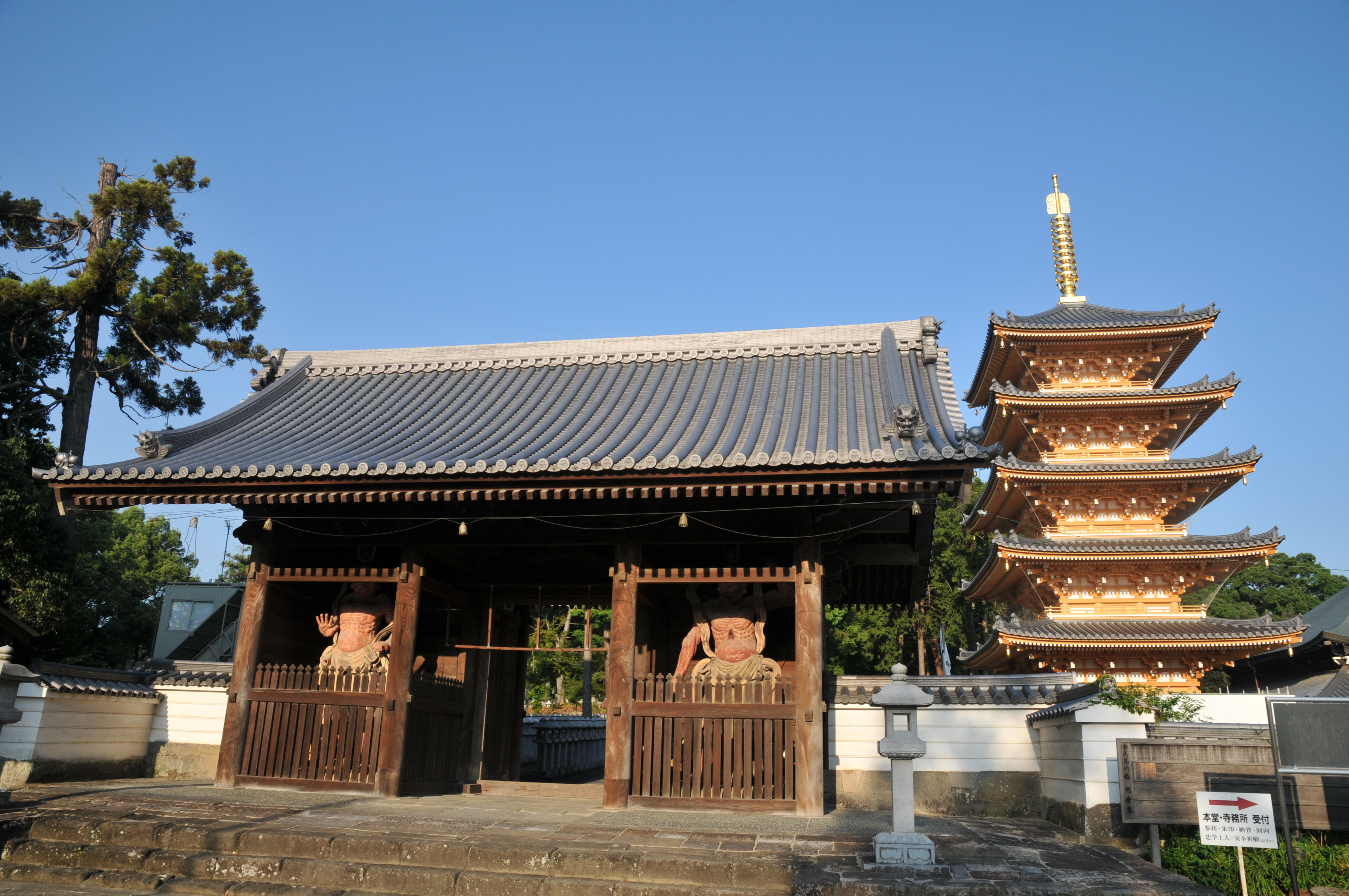
仁王門と五重塔

- 来迎堂（阿弥陀如来と二十五来迎菩薩像を安置）
- 般若台（高松藩松平家一門の墓所）
- 五重塔（平成23年1月25日完成）

## 文化財

### 重要文化財（国指定）
- 絹本著色観音功徳図
江戸時代前期、松平頼重に招聘された鶴州が描いたと伝わる。六曲屏風三双と二曲屏風一双の計40面で、法華経観世音菩薩普門品（観音経）による観世音菩薩の功徳を表している。明治34年（1901年）3月27日指定。
- 絹本著色十王像 陸信忠筆
南宋末期の浙江省出身の仏画師・陸信忠が描いたものである。明治34年（1901年）3月27日指定。
- 紙本金地著色源氏物語図（若菜　紅葉賀） 狩野養信筆／八曲屏風一双
江戸時代後期の狩野派の絵師・狩野養信が源氏物語の若菜の巻と紅葉賀の巻の場面を描いた屏風である。文政9年（1826年）徳川家斉の娘・文姫が高松藩10代藩主松平頼胤に輿入れした際の調度品の一つとして用意したものである。文姫は夭折したので菩提を弔うために当寺院に寄進された。明治34年（1901年）3月27日指定。
- 後深草天皇宸翰御消息（十二月十日）
鎌倉時代、後深草天皇が浄土宗の高僧に宛てた消息（手紙）である。当寺院では代々、亀山天皇の宸翰と伝えていたが、花押や筆跡から後深草天皇のものであることが明らかになった。昭和35年（1960年）6月9日指定。

### 香川県指定有形文化財
- 木造阿弥陀如来坐像・木造釈迦如来坐像・木造弥勒菩薩坐像
三仏堂に安置。阿弥陀如来を中尊とする三尊形式で祀られている。2011年3月31日指定[6]。

## 拝観案内
- 書院・本堂・三仏堂内部：8:30～17:00　拝観料 350円